# Lijst van Nederlandse deelnemers aan de Olympische Winterspelen van 2022
Dit is een lijst van Nederlandse deelnemers aan de Olympische Winterspelen van 2022 in Beijing.

## Gekwalificeerden
| Olympiër            | Sport       | Onderdeel                                         | Ervaring  |
| ------------------- | ----------- | ------------------------------------------------- | --------- |
| Carlijn Achtereekte | schaatsen   | 3000m                                             | 2e spelen |
| Jorrit Bergsma      | schaatsen   | 5000m, 10.000m, massastart                        | 3e spelen |
| Glenn de Blois      | snowboarden | snowboardcross                                    | debutant  |
| Kimberley Bos       | skeleton    | Vrouwen                                           | 2e spelen |
| Marcel Bosker       | schaatsen   | 1500m, ploegenachtervolging                       | debutant  |
| Ivo de Bruin        | bobsleeën   | tweemansbob, viermansbob                          | debutant  |
| Michelle Dekker     | snowboarden | parallelreuzenslalom                              | 3e spelen |
| Jelen Franjić       | bobsleeën   | tweemansbob, viermansbob                          | debutant  |
| Janko Franjić       | bobsleeën   | viermansbob                                       | debutant  |
| Marijke Groenewoud  | schaatsen   | 1500m, massastart                                 | debutant  |
| Sanne in 't Hof     | schaatsen   | 5000m                                             | debutant  |
| Dylan Hoogerwerf    | shorttrack  | 500m, aflossing                                   | 2e spelen |
| Adriana Jelínková   | alpineskiën | slalom, reuzeslalom                               | debutant  |
| Antoinette de Jong  | schaatsen   | 1000m, 1500m, 3000m, ploegenachtervolging         | 3e spelen |
| Michelle de Jong    | schaatsen   | 500m                                              | debutant  |
| Yara van Kerkhof    | shorttrack  | aflossing                                         | 3e spelen |
| Sjinkie Knegt       | shorttrack  | 1000m, 1500m, aflossing, gemengde aflossing       | 4e spelen |
| Sven Kramer         | schaatsen   | 5000m, ploegenachtervolging, massastart           | 5e spelen |
| Femke Kok           | schaatsen   | 500m                                              | debutant  |
| Thomas Krol         | schaatsen   | 500m, 1000m, 1500m                                | debutant  |
| Itzhak de Laat      | shorttrack  | 500m, 1000m, aflossing, gemende aflossing         | 2e spelen |
| Jutta Leerdam       | schaatsen   | 500m, 1000m                                       | debutant  |
| Maarten Meiners     | alpineskiën | reuzenslalom                                      | debutant  |
| Kjeld Nuis          | schaatsen   | 1500m                                             | 2e spelen |
| Hein Otterspeer     | schaatsen   | 1000m                                             | debutant  |
| Melissa Peperkamp   | snowboarden | Big air, slopestyle                               | debutant  |
| Selma Poutsma       | shorttrack  | 500m, 1000m, aflossing, gemengde aflossing        | debutant  |
| Sven Roes           | shorttrack  | 1500m, aflossing                                  | debutant  |
| Patrick Roest       | schaatsen   | 5000m, 10.000m, ploegenachtervolging              | 2e spelen |
| Merijn Scheperkamp  | schaatsen   | 500m                                              | debutant  |
| Irene Schouten      | schaatsen   | 3000m, 5000m, ploegenachtervolging, massastart    | 2e spelen |
| Suzanne Schulting   | shorttrack  | 500m, 1000m, 1500m, aflossing, gemengde aflossing | 2e spelen |
| Karlien Sleper      | bobsleeën   | monobob                                           | debutant  |
| Dennis Veenker      | bobsleeën   | viermansbob                                       | debutant  |
| Niek van der Velden | snowboarden | Big air, slopestyle                               | debutant  |
| Xandra Velzeboer    | shorttrack  | 500m, 1000m, 1500m, aflossing, gemengde aflossing | debutant  |
| Kai Verbij          | schaatsen   | 500m, 1000m                                       | 2e spelen |
| Rianne de Vries     | shorttrack  | 1500m                                             | debutant  |
| Jens van 't Wout    | shorttrack  | 500m, 1000m, aflossing, gemengde aflossing        | debutant  |
| Ireen Wüst          | schaatsen   | 1000m, 1500m, ploegenachtervolging                | 5e spelen |
| Lindsay van Zundert | kunstrijden | vrouwen                                           | debutant  |